# Hasta la Vista (песма групе Hurricane)
Hasta la vista је песма групе Hurricane, изабрана да представља Србију на Песми Евровизије 2020. у Ротердаму, која је касније отказана због пандемије вируса корона.
Текст песме је написала чланица групе, Сања Вучић, са Косаном Стојић, а музику је компоновао Немања Антонић. Текст песме је на српском језику (изузев неколико фраза на енглеском и шпанском језику) и говори о напуштању токсичне особе, конкретно љубавника који је преварио субјекат песме. Верзија песме комплетно на енглеском језику издата је у мају 2020. године.

## Композиција
је брза денс-поп песма са R&B елементима. Песма почиње првом строфом, коју изводе Ксенија Кнежевић и Ивана Николић, потом иде мост (пред-рефрен) који изводи Сања Вучић, а затим следи рефрен. У рефрену, први стих (Hasta la vista, baby) певају Вучић и Кнежевић, а потом Кнежевић и Николић певају други стих (Имам нови план, имам, имам нови план). Ово се понавља још једном (осим што је други стих сада Јасно као дан, јасно, јасно као дан), а потом све заједно певају последње стихове рефрена. Кнежевић и Николић онда певају другу строфу и понављају се мост у изведби Вучићеве и рефрен. Потом све три певају Ц део (прелаз), након ког се рефрен понавља 2 пута. Песма носи поруку говорења „збогом” (Hasta la vista) људима који вас не цене.
Песма прича причу о проблематичном мушкарцу који сматра да је предобар за субјекат песме. У строфама, Кнежевић и Николић започињу песму тако што испољавају осећај немира и несанице због љубавника којим су тренутно опседнуте, упркос чињеници да он не узвраћа осећања и да је са другом девојком. Улазећи у пред-рефрен, Вучићева објашњава да је савршена за поменутог мушкарца, али да он увек бира погрешну за себе, дајући му ултиматум: узми или остави. У рефрену, девојке остављају мушкарца, тражећи да им се захвали на љубави.
Вучићева је изјавила да је, пишући текст, била инспирисана чувеном репликом Hasta la vista, baby Арнолда Шварценегера из филма Терминатор 2: Судњи дан. Певачице су изјавиле: „Идеја о песми потекла је од нашег продуцента који је имао визију да буде у екстратерестијал фазону, вештачка интелигенција... Терминатор!”

## Позадина и објављивање
Чланице групе су у октобру 2019. године, за портал Еспресо, објавиле да ће се пријавити на предстојећу Беовизију, такмичење које ће одлучити представника Србије на предстојећој Евровизији. Касније су изјавиле да су се пријавиле на наговор фанова, након великог успеха њихових хитова Фаворито и Авантура.
Дана 10. јануара 2020. године, РТС је објавио списак са 24 композиције које ће се такмичити на Беовизији 2020, укључујући и Hurricane са Hasta la Vista. Hasta la Vista је, заједно са осталим такмичарским песмама, објављена 6. фебруара 2020. године на званичном Јутјуб каналу РТС-а и платформи РТС Планета. За кратко време, песма је постала велики фаворит за победу на Беовизији.
Спот за песму је објављен 27. фебруара 2020. године на званичном Јутјуб каналу групе Hurricane, дан пре полуфинала Беовизије. Песма је ревампована на захтев фанова. Спот је режирао Ђорђе Обрадовић.
Hurricane су 7. априла 2020. године, након отказивања Евровизије, објавиле Hasta la Vista на стриминг платформама Дизер и Спотифај у новој, још једном ревампованој верзији. На свом званичном Јутјуб каналу, група је 5. маја 2020. године објавила верзију песме на енглеском језику. Није снимљен нови спот, већ је коришћен материјал неискоришћен у споту српске верзије.
Hasta la Vista је 15. маја 2020, заједно са осталим песмама, издата на службеном компилацијском албуму Песме Евровизије 2020, Eurovision: A Tribute to the Artists and Songs 2020, који је издала Universal Music Group.

## Промоција
су, пре Беовизије, песму промовисале појављивањем у РТС Шареници, као и у емисијама Хало хало на Гранд ТВ и Амиџи шоу на РТВ Пинк.
Након победе на Беовизији, Hurricane су започеле Тик Ток изазов и позвале фанове да рекреирају њихову кореографију са Беовизије. У изазову су учествовале и бројне познате личности.
Дана 24. маја 2020. године, Hurricane су гостовале на YouBox концерту Јелене Карлеуше, где су заједно са њом уживо извеле део песме Hasta la Vista.

## Беовизија
су наступиле у другом полуфиналу 29. фебруара 2020, под редним бројем 10. Изведена је ревампована верзија песме, а у једном тренутку су се чланицама групе на сцени придружиле плесачице Милица Јоцић и Ивана Ђорђевић. Девојке су на сцени носиле беле комбинезоне са ушивеним комадима огледала и кристала, које је дизајнирао Филип Фауст Гацић.  су, са 24 бодова, освојиле 1. место у полуфиналу и пласирале се у финале.
Финале је одржано сутрадан, 1. марта 2020. године. Наступиле су 2. по реду. У гласању, добиле су максималних 24 бодова (12 од жирија и 12 од публике), освојивши 1. место.

## Евровизија
Дана 28. јануара 2020. године, жребом је одлучено да ће Србија наступати у првој половини другог полуфинала Евровизије, 14. маја. Hurricane су 12. марта потврдиле да ће песму извести на српском језику. Истог дана, РТС је обелоданио чланове евровизијског тима Србије, као и промотивне слике групе за предстојећу Евровизију. За пратеће вокале изабрани су Олга Поповић, Младен Лукић и Леонтина Вукомановић, уједно и вокални педагог тима. Ипак, 18. марта 2020. године, Европска радиодифузна унија објавила је да је такмичење отказано због пандемије вируса корона, одбацујући алтернативне могућности одржавања. ЕРУ је разматрала разне могућности преношења такмичења 2020. у 2021. годину, са истим местом одржавања, истим представницима и песмама, али је 20. марта објавила да песме из 2020. године неће моћи да се такмиче 2021.
ЕРУ је 30. априла објавила да ће се на Јутјуб каналу Евровизије, 12. и 14. маја, када је требало да се одрже полуфинала, приказати посебна нетакмичарска емисија Eurovision Song Celebration 2020, замена за полуфинала, која је одавала почаст песмама и извођачима изабранима за 2020. годину. Песме су приказиване редоследом којим би наступале да се Евровизија одржала, па се тад сазнало да је група Hurricane требало да наступа 7. по реду у другом полуфиналу.
На дан финала, 16. маја 2020, уживо из Ротердама је емитована заменска нетакмичарска ТВ емисија Eurovision: Europe Shine a Light, која је одавала почаст свим песмама и извођачима изабраним за 2020. годину. Такође су се укључивали претходни учесници Евровизије, а програм се завршио тако што су сви извођачи заједно отпевали песму Love Shine a Light групе Katrina and the Waves, победничку песму Евровизије 1997. Исечак песме Hasta la Vista од 30 секунди, приказан је са наступа на Беовизији. Песма је приказана на самом крају 2. сегмента емисије, 17. по реду.

## Пријем
Песма је од објављивања имала веома добар пријем, чему сведочи инстант ознака фаворита за победу на Беовизији. Песма је брзо по објављивању достигла 1. место Јутјуб топ-листе у неколико држава. Пре финала Беовизије, бројне познате личности су подржале групу и на Инстаграму позвале своје пратиоце да гласају за њих, између осталих и Јелена Карлеуша, која је пре тога опречно критиковала такмичаре и организацију Беовизије.
Евровизијски блог Wiwibloggs је, са својим читаоцима, песму Hasta la Vista изабрао као најбољу песму повратничког извођача 2020. и најбољу песму државе бивше Југославије 2020. Новинарка РТС-а, Милица Милосављевић, написала је да са Hasta la Vista на Евровизију „коначно шаљемо хит” и да „[...] У последњих десетак година Србија није успела да одабере песму која би могла да се увуче под кожу и потера на мрдање. [...] Трио Hurricane и Hasta la vista имају то нешто – речи се брзо памте, улазе у уши, девојке привлаче пажњу.” Бројни фанови Евровизије широм света су хвалили песму, која је постала један од фаворита фанова. Ипак, према кладионицама, Србији је у марту, пре отказивања Евровизије, предвиђано 22. место.